# Parker Lewis
Parker Lewis (originaltitel: Parker Lewis Can't Lose) är en amerikansk TV-serie, som ursprungligen sändes från den 2 september 1990 till den 13 juni 1993 på TV-bolaget Fox. Serien började sändas 1992 på SVT Kanal1.

## Om serien
Serien kretsar kring de tre high school-studenterna Parker Lewis, Mikey och Jerry som går på den fiktiva skolan "Santo Domingo High School" i Kalifornien. Parker Lewis favorituttryck var Not a problem (ungefär Inga problem) och ett annat vanligt förekommande uttryck var "We have achieved coolness". Eleverna på skolan kallades "flamingos".
Under de två första säsongerna i USA hette serien Parker Lewis Can't Lose, men till den tredje säsongen ändrades titeln till bara Parker Lewis. I Sverige visades serien av SVT och kallades för Parker Lewis alla tre säsonger.

## I rollerna
| Corin Nemec      | – Parker Lloyd Lewis       |
| Billy Jayne      | – Michael "Mikey" Randall  |
| Troy Slaten      | – Jerry Steiner            |
| Melanie Chartoff | – Ms Grace Musso (rektorn) |
| Taj Johnson      | – Frank Lemmer             |
| Maia Brewton     | – Shelley Lewis            |
| Abraham Benrubi  | – Larry Kubiac             |